# Tire-au-flanc 62
Tire-au-flanc 62 è un film del 1960 diretto da Claude de Givray.